# 丹克拉特
丹克拉特是德国莱茵兰-普法尔茨州的一个市镇。总面积3.26平方公里，总人口76人，其中男性42人，女性34人（2011年12月31日），人口密度23人/平方公里。